# Любица Ацевска
Любица Ацевска (на македонска литературна норма: Љубица Ацевска) е икономистка и дипломатка от Северна Македония. Ацевска е емигрантка в Съединените американски щати, която в 1992 година напуска работата си, за да стане неофициален представител на Скопие във Вашингтон, а по-късно в 1995 година се отказва от американското си гражданство за да стане пръв посланик на Република Македония в САЩ. Остава на поста до 2002 година, заместена от Никола Димитров.

## Биография

### Ранни години
Ацевска е родена в 1957 година в битолското село Цапари, тогава във Федеративна народна република Югославия. И прадядо ѝ и прадядо ѝ са емигранти в САЩ. Дядо ѝ отваря ресторант в Менсфийл, Охайо.
Ацевска емигрира от Югославия в Съединените щати с родителите брат си в 1966 година. Баща ѝ и чичо ѝ работят в ресторанта на дядо ѝ. Роднините ѝ по майчина линия остават в Югославия. Ацева има македонско-американско възпитание. Учи в Охайския държавен университет, където завършва политически науки. След това работи като асистент в университета. По-късно тя става партньор и консултант във фокусираната върху Близкия изток компания за международна търговия и икономическо развитие „Гълф Ентърпрайзис“.

### Лобиране за признаване на Република Македония
След обявяването на независимостта на Република Македония през септември 1991 година с разпадането на Югославия, Ацевска, при посещенията си в страната, често призовава държавните служители там да изпратят свой представител във Вашингтон и в крайна сметка президентът Киро Глигоров я моли да поеме тази задача временно за два месеца. Тя се оттегля от поста си в „Гълф Ентърпрайзис“ и се заема с новата си задача. По това време САЩ не признават официално Република Македония и вместо тя да бъде акредитирана като посланик и да се появи в дипломатическия списък на Държавния департамент, тя се регистрира по Закона за регистрация на чуждестранните агенти. С бюджет от само 40 000 щатски долара годишно от правителството на Република Македония, тя поема две дипломатически задачи - преговорите за дълга с Международния валутен фонд и справянето с оплакванията на Държавния департамент относно придържането на Република Македония към доброволни ограничения на износа и предполагаеми нарушения на санкциите срещу Сърбия, както и консулски задачи, като съвети за граждани на Република Македония с изтекли югославски паспорти.
Временната роля на Ацевска от името на правителството на Република Македония се удължава значително. Към средата на 1993 година усилията започват да дават резултати, след като САЩ разполагат войски в Република Македония. Ацева отбеляза, че служителите във Вашингтон са станали „по-достъпни... отвръщат ми на обажданията и ме информират“. Но пречките пред официалното признаване на страната от страна на Вашингтон остават, като Ацева е информирана, че признаване няма да има, докато Скопие не реши проблемите си с Атина по отношение на името на страната и части от Конституцията на Република Македония, които могат да се считат за териториални претенции за части от Гърция.

### Посланичество
В края на 1994 година се появяват индикации, че Вашингтон и Скопие ще установят официални отношения и е обявено, че Виктор Комрас, служителят на американското външно министерство, създал Американската служба за връзка в Република Македония, ще бъде първият посланик на САЩ в страната. За да бъде акредитирана като посланик, Ацевска трябва да се откаже от американското си гражданство, тъй като политиката на Държавния департамент е да не предоставя дипломатическа акредитация на американски граждани като посланици на чужди държави. В 1993 година Ацевска заявява пред „Ню Йорк Таймс“, че дотогава не е обмисляла проблема. По-късно описва отказа си от американско гражданство като „странно усещане“, но „правилният ход. И аз наистина искам да помогна на страната си - винаги съм се чувствал част и от двете страни.“ Официално е назначена за посланик през ноември 1995 година.
Като млада жена и неопитна дипломатка Ацевска е изправена пред различни предизвикателства, както тя се изразява, „света на възрастните хора“. Когато e придружавана от свой сътрудник мъж, хората, които които среща, често го взимат него за посланика и Ацевска отбелязва: „Понякога мисля, че трябва да нося панделка като на Мис Америка, на която да пише:„ Аз съм посланикът“. В деветдесет процента от случаите [хората не могат да го разберат]. Нашият манталитет не e в крак с реалността.“ В Скопие също има недоволство, че тя е успяла да получи толкова важна роля, въпреки че Ацевска заявява, че повечето „вече са свикнали с мен“. Парите, които е натрупала като международен икономически консултант също предизвикват завист и тя е принудена „да укроти“ донякъде гардероба си.
Ацевска е посланик до 2002 година, когато е наследена от Никола Димитров. Ацевска започва работа като изследовател на публичните политики в Международния център „Уудроу Уилсън“, а по-късно се занимава с хуманитарната дейност в Хаити.

## Награди
Аце е носителка на наградата Алумни Медалист от Охайския държавен департамент за 1996 година за „международно признание в служба на човечеството“. В 2000 година е обявена за Посланик на годината от Програмата за жени посланички за нейната работа със студентите по международни отношениея в Хоуърд Юнивърсити.